# Freak Me
Freak Me is een nummer van de Amerikaanse R&B-groep Silk uit 1993. Het is de tweede single van hun debuutalbum Lose Control.
Het nummer werd een grote hit in de Verenigde Staten, waar het de nummer 1-positie behaalde in de Billboard Hot 100. In de Nederlandse Top 40 bereikte het nummer een bescheiden 30e positie.

## Another Level
In 1998 bracht de Britse R&B-groep Another Level een cover uit van "Freak Me". Dit als tweede single van hun titelloze debuutalbum.
Hoewel voorganger Be Alone No More enkel in hun thuisland het Verenigd Koninkrijk een hit werd, resulteerde "Freak Me" in een internationale hit voor Another Level. De cover bereikte de nummer 1-positie in het Verenigd Koninkrijk. In de Nederlandse Top 40 wist het de 2e positie te behalen, terwijl het in de Vlaamse Ultratop 50 een de 15e positie behaalde.